# Comunque andare
Comunque andare è il secondo singolo, scritto e composto da Elisa, estratto dall'album Vivere a colori della cantante italiana Alessandra Amoroso, che ha collaborato alla composizione, pubblicato il 26 febbraio 2016.
Comunque andare è stato il singolo di maggior successo commerciale per Alessandra Amoroso.

## Descrizione
Il brano, scritto dalla cantautrice italiana Elisa è caratterizzato da sonorità dance unite ad un testo intriso di positività, un inno a continuare ad andare avanti, soprattutto rivolto a coloro che nei momenti di difficoltà lungo il percorso della propria vita, si sentono abbattuti, senza rammaricarsi per le cose perdute, ma volgendo il pensiero a ciò che ancora di bello deve arrivare.
Elisa, durante la stesura del brano, ha detto alla cantante: "L'ho scritta pensando alla tua capacità rara di apparire sempre felice, anche quando è difficile. Adesso finiamola assieme".

## Video musicale
Il videoclip, diretto da Antonio Usbergo e Niccolò Celaia, viene girato in Lombardia, in particolare nei territori dell'Alto Garda Bresciano, sul verde altopiano di Tremosine e sulla Gardesana Occidentale. Questo luogo è già stato famoso per aver ospitato le scene di James Bond nel film Quantum of Solace.
Il videoclip, trasmesso in contemporanea in tutte le sale The Space Cinema il 27 febbraio 2016, vede la presenza della cantante in una delle sale, viene presentato in anteprima nelle sale cinematografiche fino al 2 marzo 2016. Quest'evento viene trasmesso in uno speciale dal titolo: Comunque andare - L'evento, trasmesso l'11 marzo sul canale Real Time.
ll 4 marzo viene mandato in onda su Canale 5 in seconda serata e dal 5 marzo viene pubblicato sul canale Vevo della cantante.
Il 10 maggio 2019, dopo aver raggiunto le 100 milioni di visualizzazioni, il video viene certificato Vevo Certified.

## Tracce
Download digitale
1. Comunque andare – 3:38 (Elisa; edizioni musicali Sogno Meccanico sas)

## Formazione
- Alessandra Amoroso - voce
- Cristiano Norbedo - tastiere, programmazione
- Leonardo Di Angilla - percussioni, programmazione
- Andrea Rigonat - chitarre, programmazione
- Elisa - programmazione

## Successo commerciale
Il brano entra in Top 100 nella Top Singoli, nella prima settimana di pubblicazione dell'album Vivere a colori, posizionandosi alla posizione numero 97, classificandosi successivamente alla posizione numero 11 dopo la pubblicazione del singolo.
Risulta inoltre avere un buon impatto in radio: nella sua prima settimana di pubblicazione, infatti, risulta essere il 6° brano italiano e complessivamente il 15° brano più trasmesso in radio, diventando la più alta nuova entrata dall'inizio del 2016.

## Classifiche

### Classifiche settimanali
| Classifica (2016) | Posizione massima |
| ----------------- | ----------------- |
| Italia            | 11                |

### Classifiche di fine anno
| Classifica (2016) | Posizione |
| ----------------- | --------- |
| Italia            | 31        |